# Syllepte albitorquata
Syllepte albitorquata là một loài bướm đêm trong họ Crambidae.